# Parc naturel régional Haute Vallée de Chevreuse
Le parc naturel régional Haute Vallée de Chevreuse est un parc naturel régional situé en région parisienne, le long et aux alentours de la vallée de Chevreuse (partie amont de la vallée de l'Yvette), de la forêt de Rambouillet et du plateau du Hurepoix.

## Géographie

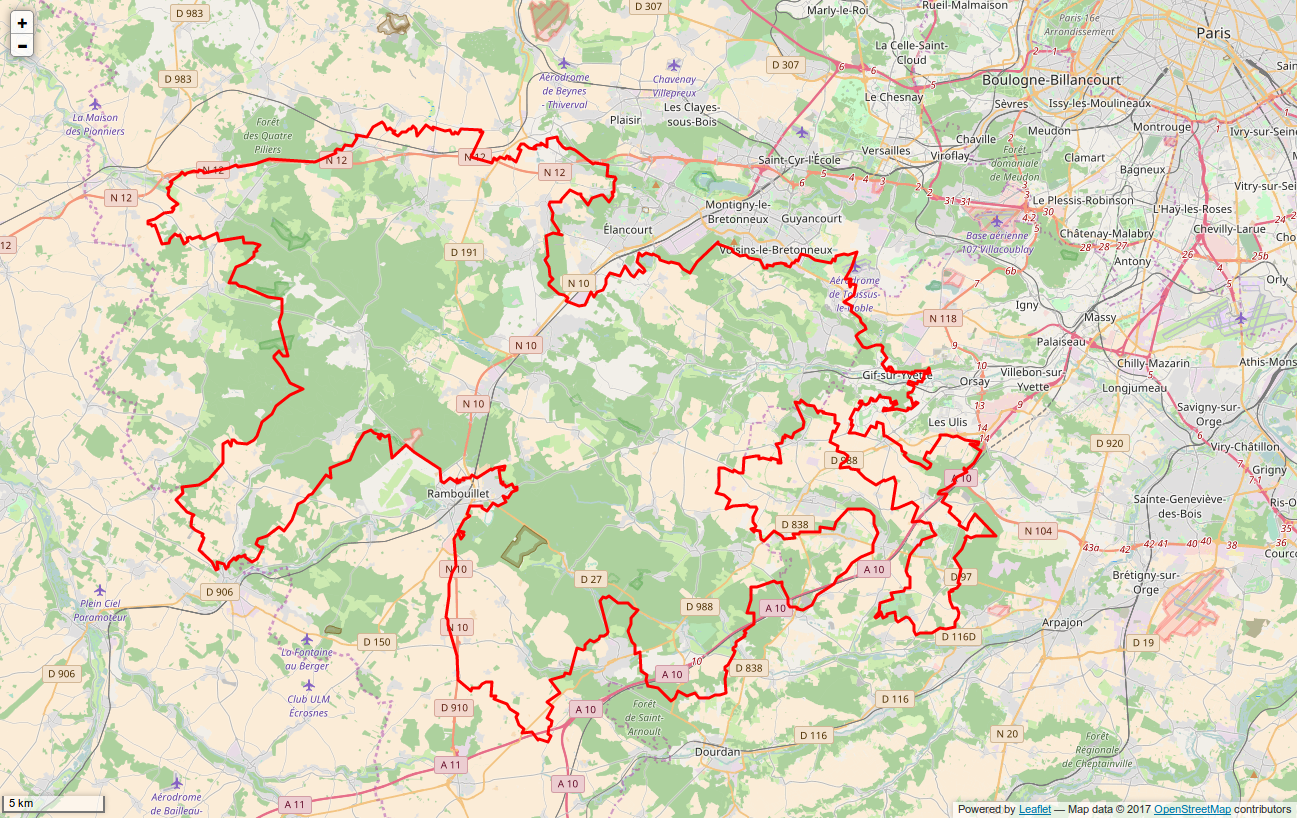
Périmètre du PNR.

### Localisation
Le parc naturel régional est situé à une vingtaine de kilomètres au sud-ouest de Paris, majoritairement dans le département des Yvelines, avec une petite partie en Essonne.
Le parc naturel englobe une grande partie des communes du Pays d'Yveline, pays traditionnel français, dont sa capitale Montfort-l'Amaury, ainsi que quelques communes du pays du Hurepoix. Le Pays d'Yveline, en tant qu'ancien comté de Montfort-l'Amaury réuni à la France en 1547 seulement, possède un patrimoine historique très riche et une identité locale particulière qui la différencie des régions avoisinantes du Hurepoix, ou du Mantois, intégrées beaucoup plus tôt à la couronne de France.

### Liste des communes
Les quarante-quatre communes yvelinoises du Parc sont :
Auffargis, Bazoches-sur-Guyonne, Bonnelles, Les Bréviaires, Bullion, La Celle-les-Bordes, Cernay-la-Ville, Châteaufort, Chevreuse, Choisel, Clairefontaine-en-Yvelines, Dampierre-en-Yvelines, Les Essarts-le-Roi, Galluis, Gambais, Gambaiseuil, Grosrouvre, Hermeray, Jouars-Pontchartrain, Lévis-Saint-Nom, Longvilliers, Magny-les-Hameaux, Mareil-le-Guyon, Méré, La Hauteville, Le Mesnil-Saint-Denis, Les Mesnuls, Milon-la-Chapelle, Montfort-l'Amaury, Le Perray-en-Yvelines, Poigny-la-Forêt, La Queue-les-Yvelines, Raizeux, Rambouillet (partiellement), Rochefort-en-Yvelines, Saint-Forget, Saint-Lambert, Saint-Léger-en-Yvelines, Saint-Rémy-lès-Chevreuse, Saint-Rémy-l'Honoré, Senlisse, Sonchamp, Le Tremblay-sur-Mauldre, Vieille-Église-en-Yvelines, la Hauteville.
Les onze communes essonniennes du Parc sont :
Boullay-les-Troux, Courson-Monteloup, Fontenay-lès-Briis, Forges-les-Bains, Gif-sur-Yvette (partiellement), Gometz-la-Ville, Janvry, Pecqueuse, Saint-Jean-de-Beauregard (partiellement), Les Molières et Vaugrigneuse, Pecqueuse.
Les marges du parc naturel comptent quatre villes-portes, des communes ayant noué une relation de partenariat et de protection minimale. Il s'agit de Saint-Arnoult-en-Yvelines pour les Yvelines et de Bures-sur-Yvette, Saint-Maurice-Montcouronne et Dourdan pour l'Essonne. Gometz-le-Châtel, dans l'Essonne, a le statut de ville associée au parc naturel. En 2019, la commune de Coignières, dans les Yvelines, a déposé une demande d'obtention du statut de ville-porte ou d'adhésion partielle. Les communes des Molières et de Vaugrigneuse ont demandé leur adhésion au Parc en avril 2019 (elles faisaient partie du périmètre d'étude de la précédente révision en 2011 et ont pu à ce titre, se prononcer favorablement sur leur adhésion, sans attendre la nouvelle Charte de 2026) 
Deux communes des Yvelines ont rompu leurs liens avec le parc naturel sans s'en rapprocher de nouveau par la suite, il s'agit de Ponthévrard, qui en était membre, et de Voisins-le-Bretonneux, qui en était ville-porte.
En 2021, la procédure de révision de la Charte portée par la Région a été initiée. Elle prévoit la possibilité d'étendre le territoire à de nouvelles communes, définies lors d'une délibération du comité syndical. Les communes constituant ce périmètre d'élargissement potentiel sont : 15 dans les Yvelines (Bourdonné, Condé-sur-Vesgre, Adainville, Grandchamp, Le Tartre-Gaudran, La Boissière-Ecole, Mittainville, Gazeran, Emancé, Orphin, Orcemont, Saint-Hilarion, Saint-Arnoult-en-Yvelines, Coignières, Toussus-le-Noble) et dix dans l'Essonne (Dourdan, Saint-Cyr-sous-Dourdan, Le Val-Saint-Germain, Angervilliers, Briis-sous-Forges, Limours, Gometz-le-Châtel, Villiers-le-Bâcle, Bures-sur-Yvette). À noter que depuis la proposition de ce périmètre d'extension en mars 2021, deux communes, La Hauteville et Pecqueuse, sont devenues en 2022 communes du Parc (elles faisaient partie du périmètre d'étude de la précédente révision en 2011 et ont pu à ce titre, se prononcer favorablement sur leur adhésion, sans attendre la nouvelle Charte de 2026).

## Patrimoine naturel

### Paysages
Le parc se caractérise par une alternance de plateaux où se pratique la culture, et de vallées où coulent l'Yvette, la Rémarde, la Mauldre et leurs affluents.
Cette région possède un important patrimoine historique : châteaux, églises, manoirs et fortifications féodales.
Partie intégrante du grand massif forestier de la forêt de Rambouillet qui constitue 40 % de son territoire, 90 % de l'espace y est occupé par des forêts, des espaces naturels ou des exploitations agricoles.

Logo du PNR.

L'occupation des sols est répartie comme suit : Espaces boisés 47 %, espaces agricoles 37 %, espaces artificialisés 13 %, eau 1 %, autres milieux naturels 3 %.

## Patrimoine historique
De nombreux sentiers, dont des sentiers de grande randonnée, sillonnent le Parc et permettent de partir à pied à la découverte des sites. Notamment, le chemin Jean Racine qui relie Chevreuse à l'abbaye de Port-Royal des Champs.
Le château de la Madeleine, forteresse médiévale construite sur les hauteurs du village de Chevreuse, abrite la Maison du Parc où peuvent être obtenues toutes les informations utiles pour la visite du parc. Cet espace, d'architecture moderne, a été intégré à l'intérieur du château. Par ailleurs, une partie des équipes du Parc est basée au Domaine d'Ors à Châteaufort.

### Quelques sites
- Château de Dampierre
- Château de la Madeleine, surplombant Chevreuse, lieu emblématique de la vallée
- Château de Méridon à Choisel
- Château de Breteuil, entre Choisel et Boullay-les-Troux
- Abbaye de Port-Royal des Champs, berceau du jansénisme, entre Magny-les-Hameaux et Voisins-le-Bretonneux
- Abbaye des Vaux de Cernay, entre Cernay-la-Ville, Senlisse et Auffargis
- Cascades et petit moulin des Vaux de Cernay, en contrebas de Cernay-la-Ville
- Tour Anne-de-Bretagne, surplombant Montfort-l'Amaury
- Château de Rochefort-en-Yvelines, non loin d'une cavité décorée de gravures préhistoriques
- Château de Janvry
- Cité antique de Diodurum, entre Jouars-Pontchartrain et Le Tremblay-sur-Mauldre
- Château du Tremblay-sur-Mauldre
- Maison de Jean Monnet, à Bazoches-sur-Guyonne
- Étangs de Hollande, entre Le Perray-en-Yvelines et Saint-Léger-en-Yvelines
- Maison Louis Carré, à Bazoches-sur-Guyonne
- Musée Maurice Ravel, à Montfort-l'Amaury
- Domaine de Saint-Jean-de-Beauregard
- Domaine de Courson
- Rochers d'Angennes, entre Poigny-la-Forêt et Rambouillet
- Chaîne des Cinq Cents Arpents, de Senlisse aux Essarts-le-Roi en surplombant les Vaux de Cernay et Auffargis
- Marais de Maincourt-sur-Yvette

## Historique
Le parc a été créé en décembre 1985 ; c'était le premier parc naturel régional d'Île-de-France.
Son idée, bien antérieure, est née de la préoccupation des élus devant la baisse du nombre d'exploitations agricoles et les projets de constructions non concertée de chalandonnettes dans les années 70, notamment un lot de 2 500 logements sur les communes de Senlisse, Les Essarts-le-Roi et Dampierre-en-Yvelines et un autre lot de 1 200 dans le secteur de Roche Couloir à Chevreuse et encore 2 500 autres dans le bois de Méridon.
En juillet 1964, Philippe Saint-Marc fonde le Comité de sauvegarde de la Haute Vallée de Chevreuse. Avec le soutien des élus, le conseil général rachète les terrains et empêche des constructions massives. En 1973, c'est la vente de 1 372 ha sur 8 communes par le duc de Luynes à la banque Lazard qui provoque la révolte ; la mobilisation fait avorter le projet spéculatif et les terres sont rachetées par divers intervenants. Durant cette mobilisation le Comité et d'autres personnes fondent l'Union des amis du parc, qui organise en 1975 sa première fête du parc.
Dès 1972, 12 communes[Lesquelles ?] unissent leurs efforts pour créer un parc naturel régional, qui reçoit l'année suivante le soutien du conseil général des Yvelines puis du conseil régional le 19 juin 1979. L'organisme chargé de concevoir sa charte est fondé en février 1981. Malgré les retards de l'État qui envisage le passage de l'autoroute A12 dans la zone, le syndicat mixte de réalisation est créé le 20 juin 1984. En décembre 1985, 19 communes[Lesquelles ?] fondatrices voient enfin la naissance officielle du parc, 23e PNR de France, qui aboutit plus de huit ans après le vingt-deuxième (celui des Volcans d'Auvergne).
Contrairement à d'autres parcs de province qui luttent contre un dépeuplement du territoire, le parc de la Haute Vallée de Chevreuse tente de maîtriser la pression urbaine et ne pas devenir une zone dortoir. Il s'engage par ailleurs dans la reconquête de la qualité des eaux, crée 250 km de sentiers balisés et entame un inventaire des patrimoines locaux.
Sonchamp a fait partie du parc de 1985 à 1999 et fait à nouveau partie du Parc depuis 2011. Ponthévrard a fait partie du parc de 1995 à 1999. Le parc était composé de 21 communes pendant la première décennie des années 2000.
Le Conseil régional d'Île-de-France, par délibération du 27 juin 2007, a lancé la procédure de révision de la Charte et identifié un périmètre d'étude pour le parc. Ce périmètre comprenait 77 communes dont les 21 communes qui faisaient déjà partie du Parc, 39 autres communes des Yvelines et 17 communes de l'Essonne :
Adainville, Angervilliers, Bazoches-sur-Guyonne, Boullay-les-Troux, Bourdonné, Briis-sous-Forges, Condé-sur-Vesgre, Courson-Monteloup, Émancé, Fontenay-les-Briis, Forges-les-Bains, Galluis, Gambais, Gambaiseuil, Gazeran, Gif-sur-Yvette, Gometz-la-Ville, Grandchamp, Grosrouvre, Hermeray, Janvry, Jouars-Pontchartrain, La Boissière-École, La Hauteville, La Queue-les-Yvelines, Le Perray-en-Yvelines, Le Tartre-Gaudran, Le Tremblay-sur-Mauldre, Les Bréviaires, Les Essarts-le-Roi, Les Mesnuls, Les Molières, Le Val-Saint-Germain, Limours, Mareil-le-Guyon, Méré, Mittainville, Montfort-l'Amaury, Orcemont, Orphin, Pecqueuse, Poigny-la-Forêt, Ponthévrard, Raizeux, Rambouillet, Saint-Arnoult-en-Yvelines, Saint-Cyr-sous-Dourdan, Saint-Jean-de-Beauregard, Saint-Hilarion, Saint-Léger-en-Yvelines, Saint-Martin-de-Bréthencourt, Saint-Maurice-Montcouronne, Saint-Rémy-l'Honoré, Sainte-Mesme, Sonchamp, Vaugrigneuse.
Le parc était chargé de la mise en œuvre de la procédure de révision. Pour élaborer la nouvelle charte, il s'est appuyé en particulier sur le bilan évaluatif de l'action du parc depuis 1999, le diagnostic territorial (établi pour le périmètre d'étude), des inventaires complémentaires et les fruits de la concertation.
Finalement, le décret étendant le parc à 51 communes a été publié le 5 novembre 2011 au Journal officiel.
La superficie du parc est passée de 250 à 633 km2 ; la population de 46 000 à 110 026 habitants.
En avril 2019, Les Molières et Vaugrigneuse rejoignent le parc naturel. En 2022, Pecqueuse et La Hauteville adhèrent également au Parc (ces 4 communes faisaient partie du périmètre d'étude d'extension de 2011 et ont pu à ce titre se prononcer de manière anticipée).
En septembre 2021, Anne Cabrit, conseillère régionale et maire d’Orsonville est élue présidente du parc. Elle prend la suite d’Yves Vandewalle.
Une nouvelle révision de Charte a débuté en mars 2021 et devra être validée au plus tard en 2026.
En 2024, la vallée de la Chevreuse accueillera les épreuves de cyclisme sur Route des Jeux Olympiques de Paris.